# ریکاردو لئون
ریکاردو لئون (انگلیسی: Ricardo León؛ زادهٔ ۸ فوریهٔ ۱۹۸۳) بازیکن سابق فوتبال اهل اسپانیا است که در پست هافبک میانی بازی می‌کرد.